# 민주중도당
민주중도당(民主中道黨, 스페인어: Centro Democrático-Mano firme, corazón grande)은 콜롬비아의 보수 정당으로, 2013년 설립되었다. 2018년 총선에서 FARC에 부정적인 시민들의 지지를 얻어, 콜롬비아 자유당과 연정해 여당이 되었다.